# Войтко Микола Федорович
Микола Федорович Войтко — старший солдат Збройних Сил України, учасник російсько-української війни, що загинув у ході російського вторгнення в Україну в 2022 році.

## Життєпис
Микола Войтко народився 1976 року в селі Суворовське (Білоусівка, з 2020 року — Тульчинської міської територіальної громади) Тульчинського району на Вінниччині. У 2014 році підписав контракт із ЗСУ, ніс військову службу під час війни на сході України в зоні проведення АТО/ООС. З початком повномасштабного російського вторгнення в Україну був мобілізований та перебував на передовій. Загинув 20 квітня 2022 року під час танкового обстрілу біля села Новосілка Вознесенського району Миколаївської області. Церемонія прощання із загиблим воїном проходила 25 квітня 2022 року на кладовищі села Суворовське (Білоусівка) на Вінниччині. Заступник начальника РТЦК та СП, майор Ігор Ярмоленко, начальник групи МПЗ Тульчинського РТЦК та СП підполковник Дмитро Слободянюк та Тульчинський міський голова Валерій Весняний від імені Президента України Володимира Зеленського 16 жовтня 2022 року вручили орден «За мужність» ІІІ ступеня (посмертно) дружині загиблого.

## Нагороди
- Орден «За мужність» III ступеня (2022, посмертно) — за особисту мужність і самовіддані дії, виявлені у захисті державного суверенітету та територіальної цілісності України, вірність військовій присязі[4].